# Jean-Yves Le Gallou
Jean-Yves Le Gallou (Párizs, 1948. október 4. –) francia politikus.

## Élete
A Club de l'Horloge nevezetű szervezet első számú általános titkára, először a Francia Demokráciárt Unió (UDF) mellett kötelezi el magát. Alain Griotteray kabinetjéhez és az UDF fő részéhez, a Republikánus Párt igazgatói bizottságához tartozik. 1969-ben csatlakozik az Európai Civilizáció Kutatási és Tanulmányi csoportjához (GRECE), barátjával  Yvan Blot- tal: létrehoznak egy szekciót a párizsi Politikai Tanulmányok Intézetén belül. Élesen kritizálják  a » bevándorlás úthengerét,  ami szétzúzza  az embereket és az  etnikai csoportokat» ( idézi a  Libération újságban, 1999. január 15).
1983 novemberében, Patrick Devedjian, Antony új polgármesterének kulturális helyettese lesz. Az egyik fő kezdeményezője, Jean-Paul Hugot, François-Georges Dreyfus és Bernard Mérigot társaival, a Kultúra Szabadságáért Alapítvány létrehozásának, és felléptek a Jack Lang kultúráért felelős miniszter által folytatott politikával szemben.
1985 őszén, Bruno Mégret-tel közösen csatlakoznak az FN-hez, amelynek az egyik legfőbb értelmiségi hozzájárulói. Patrick Devedjian bennvonja őt Antony polgármesteri küldöttségébe. A Front National melletti elköteleződése egy főleg oltalmazó szerepet tölt be, kezdeményezi a szélsőjobboldal és a parlamentáris jobboldali pártok közötti intézményes együttműködést. Például, mind az ő nevéhez fűződik, 1999 januári Marignane-i kongresszuson elfogadott Értékek Kartája, vagy az 1999. február 18-án megjelent 50 javaslat a biztonság helyreállításáért. Jean-Yves Le Gallou, az egyik megalkotója a « nemzeti preferencia «  koncepciójának, ami az egyik fő érve a Front National-nak. 1986-ban képviselői jelöltként indul Hauts de Seine-ben, de csak a második helyet szerzi meg Jean-Pierre Stirbois után. 1986-1988 között az FN parlamenti csoportjában közigazgatási főtitkárként tevékenykedik. 1986-1999 között, az Île-de-France regionális tanácsának elnöke, és 1994-1999 között európai képviselő és a Front National választott képviselőinek nemzeti titkára. Másként mondva, létrehozza a megválasztott képviselők egyesületét, aminek célja az önkormányzati tanácsok munkájának a koordinálása.
Le Gallou folytonos zaklatások érték a Présent nevezetű napi újságban közölt cikke miatt, ahol azt állította, hogy a «  fiatal észak-afrikaiak«  amikor ingyen utazhatnak a tömegközlekedési eszközökön Franciaországban, «a mikor megtámadják a polgármesteri hivatalokat« , […], mindezért büntetlenek mert védik őket a rasszizmust tiltó törvények és a az előjogaikat biztosító rendeletetek. Az elsőfokú bíróságon M. Le Gallou-t a nyilatkozatai miatt ítélték el, de a XI. számú párizsi Fellebbviteli Bíróság, 1991. január 30-án megsemmisítette az ítéletet, amit elutasított a rasszismuz ellen és a népek közötti barátságért fellépő mozgalom (MRAP). Le Gallou további ügyeit, a Pleven/Gayssot törvény értelmében is mindig sikeresen megnyerte a fellebbviteli bíróságon (1991. Október 7-én) vagy a megsemmisítő széken (1994. Január 18-án).
Közel állt Bruno Mégret-hez, részt vett a Front National belső szakításában, ami létrehozta a Köztársasági Nemzeti Mozgalmat (MNR). 1999 januárjában, Jean-Yves Le Gallou megszerzi az FN-MN mégretista általános megbízotti pozícióját, ami később MN-re majd MNR-re változik. Elfogult híve a « nemzeti preferencia »  elvének, fellép a „zéro bevándorlás” melletti tervezet mellett az « invázióval »  szemben, annak érdekében, hogy Franciaország elkerüljön egy « valós faji háborút (…) ami fenyegeti a civilizációnk legmélyebb alapjait » . Az MNR képviselője, majd a regionális tanácsban az MNR csoport elnöki pozícióját tölti be 2004-ig.
2003-ban, Jean-Yves Le Gallou létrehozza a Polémia Alapítvány agytröszt csoportot, amely tevékenységét alapvetően interneten végzi, és minden évben, Párizsban megrendezik a Bobards d'Or ünnepét, abból a célból, hogy nyilvánvalóvá tegyék a legsúlyosabb manipulációit a francia sajtónak és ezzel minden médiát összezavarnak.
2007 novembere óta vezeti a Radio Courtoisie rádióban « az információs krónikák” nevezetű napi műsort. 
Elfogult híve a véleménynyilvánítás szabadságának és a minden olyan törvény hatályon kívül helyezhetőségének, amelyek korlátokat szabnak Franciaországban, ahogy mutatja a Felmérés és Vita  nevezetű oldal petíciójának az aláírása.

## Publikációi
- Les Racines du futur , Masson, 1977, újrakiadás 1984.
- La Préférence nationale : réponse à l'immigration, Albin Michel, 1985, újrakiadás 1988.
- Être Français, cela se mérite, Albatros, 1987.
- Rapport d'enquête sur le budget européen, Les Presses bretonnes, 1996.
- Le défi gaulois, carnets de route en France réelle, Libraire nationale, 2000.
- La tyrannie médiatique, Via Romana, 2013.

#### Jean-Yves Le Gallou-ról
- Jean-Yves Le Gallou —a Front helytartója, Les Dossiers du Canard enchaîné nº 69, octobre 1998, p. 28

## Külső hivatkozások
- Saját honlapja: http://www.jylg.com/ http://www.jylg.com/
- LesBobards d'Or : https://web.archive.org/web/20130320192024/http://www.bobards-dor.fr/2013/